# Athyreus conspicuus
Athyreus conspicuus är en skalbaggsart som beskrevs av Henry Fuller Howden och Martinez 1978. Athyreus conspicuus ingår i släktet Athyreus och familjen Bolboceratidae. Inga underarter finns listade.